# Efektywna stopa protekcji
Efektywna stopa protekcji (eng. effective rate of protection) - stopień ochrony zapewniany krajowym czynnikom produkcji (pracy i kapitałowi) przez obowiązującą w danym kraju strukturę ceł. Chodzi więc nie tylko o cła nakładane na produkty importowane, konkurencyjne do rodzimych wyrobów, ale także o cła nakładane na produkty i półprodukty niezbędne z zagranicy do produkcji w kraju.

Żeby obliczyć efektywna stopę protekcji, najpierw musimy zająć się nominalną stopą protekcji, którą otrzymujemy z następującego wzoru:

{\displaystyle SPn=C/P}

C - cło na dany towar w ujęciu pieniężnym
P - cena światowa danego towaru

A więc jeśli jakiś towar kosztuje 200 zł, a cło pobierane przy jego imporcie wynosi 50%, to nominalna stopa protekcji wynosi SPn = 100/200 = 0,5 czyli w wyrażeniu procentowym 50%. Przy obliczaniu realnej stopy protekcji należy zwrócić uwagę na różnicę pomiędzy realną stopą protekcji na dobra finalne a dobra pośrednie. Obydwa wskaźniki oblicza się według wyżej podanego wzoru.

Teraz czas na obliczenie efektywnej stopy protekcji:

{\displaystyle SPe=(Wc-W)/W}

W - krajowa wartość dodana w warunkach wolnego handlu
Wc - krajowa wartość dodana w warunkach istnienia ceł

A więc na przykład, jeśli krajowa wartość dodana, czyli inaczej dochód krajowych czynników produkcji, w warunkach wolnego handlu wynosi 100zł, to przy wprowadzeniu 50% cła na zagraniczny produkt przy braku cła na materiał potrzebny to jego wytworzenia producenci krajowi uzyskują efektywną stopę protekcji na poziomie SPe = (200-100)/100 = 1 czyli 100%, a zatem efektywna stopa protekcji jest dwukrotnie wyższa od stopy nominalnej. A teraz, jeśli cła na towar zostałyby zniesione, a zostałby wprowadzony podatek celny 50% od materiałów potrzebnych do produkcji, to efektywna stopa protekcji wynosiłaby SPe = (50-100)/100 = -0,5, a więc stałaby się ujemna. A więc sytuacja producentów krajowych jest gorsza, niż sytuacja producentów z zagranicy.

Wnioski jawią się następująco: o efektywnej stopie protekcji nie decyduje tylko stawka celna nakładana na dobra finalne oraz dobra pośrednie pochodzące z zagranicy, ale także udział tych drugich w ogólnej wartości wyprodukowanego dobra finalnego. Wraz ze wzrostem tego udziału większy wpływ na wielkość efektywnej stopy protekcji ma cło nakładane na dobra pośrednie sprowadzane z zagranicy. Tym samym można by też się pokusić o zastosowanie wzoru na wskaźnik efektywnej stopy protekcji:

{\displaystyle SPe=(SPnf-SPnk*Akf)/(1-Akf)}

SPnf - nominalna stopa protekcji dobra finalnego
SPnk - nominalna stopa protekcji dobra pośredniego
Akf - udział dobra pośredniego w jednostce dobra finalnego w cenach światowych

Wskaźnik efektywnej stopy protekcji jest wygodnym i pożytecznym narzędziem analizy taryf celnych, pomaga wychwytywać błędy oraz różnicować protekcję celną w zależności od stopnia rozwoju danej branży.